# Mandevilla macrosiphon
Mandevilla macrosiphon är en oleanderväxtart som först beskrevs av John Torrey, och fick sitt nu gällande namn av Marcel Pichon. Mandevilla macrosiphon ingår i släktet Mandevilla och familjen oleanderväxter. Inga underarter finns listade i Catalogue of Life.